# Gregorio Condori Ramos
Gregorio Mario Condori Ramos es un ingeniero agrónomo y político peruano. Fue alcalde del distrito de Ciudad Nueva entre 2007 y 20010.
Nació en Yunguyo, Perú, el 19 de septiembre de 1972. Cursó sus estudios primarios en el centro poblado de Sanquira en la provincia de Yunguyo, departamento de Puno, y los secundarios en la ciudad de Tacna. Luego siguió estudios superiores de ingeniería agrícola en la Universidad Nacional Jorge Basadre Grohmann titulándose el 2010.
Su primera participación política se dio en las elecciones municipales del 2002 en las que fue candidato a alcalde del distrito de Ciudad Nueva. Fue elegido para ese cargo en las elecciones municipales del 2006. Luego de su gestión participó en las elecciones regionales del 2010 como candidato a presidente del Gobierno Regional de Tacna sin éxito. El año 2012 fue sentenciado a tres años de prisión efectiva por el delito de corrupción durante su gestión como alcalde.